# Dopesmoker
Dopesmoker — четвёртый студийный альбом американской стоунер-дум-группы Sleep, выпущенный 22 апреля 2003 года на лейбле Tee Pee Records на CD-диске и виниле.

## Об альбоме
Бо́льшую часть хронометража альбома составляет одноимённая композиция длительностью 63 минуты 31 секунда.
Сиснерос был доволен этим версией альбома 2003 года, заявив, что это версия, наиболее верная оригинальной записи. Некоторые части трека были использованы в саундтреке к фильму «Сломанные цветы» Джима Джармуша. Джармуш считает себя поклонником Sleep и указывает на них, а также Earth и Sunn О))), как источники вдохновения для создания фильма.

## Список композиций
Tee Pee Records (2003)
| №  | Название             | Длительность |
| -- | -------------------- | ------------ |
| 1. | «Dopesmoker»         | 63:31        |
| 2. | «Sonic Titan» (Live) | 9:36         |

Southern Lord Records (2012)
| №  | Название               | {{{extra_column}}}        | Длительность |
| -- | ---------------------- | ------------------------- | ------------ |
| 1. | «Dopesmoker»           |                           | 63:31        |
| 2. | «Holy Mountain» (Live) |                           | 11:54        |
| 3. | «Sonic Titan» (Live)   | доступно только на виниле | 9:36         |

## Участники записи
- Аль Сиснерос — вокал, бас-гитара
- Мэтт Пайк — электрогитара
- Крис Хакиус — ударные